# Skellig
Skellig es una película de televisión británica de 2009 dirigida por Annabel Jankel. Está protagonizada por Tim Roth, Kelly Macdonald, Bill Milner, John Simm, Skye Benneth, Jermaine Allen y Eros Vlahos. Basada en el libro de David Almond con el mismo nombre, publicado en 1998. La película se estrenó el 12 de abril de 2009 en Sky 1. 

## Sinopsis
Después de mudarse con su familia a una nueva casa, Michael (Bill Milner), descubre en el garage a un ángel llamado Skellig (Tim Roth), que trata de salvar a su hermana pequeña, que padece una enfermedad cardíaca. También llega a conocer a una nueva amiga, llamada Mina, a la cual los amigos de Micheal creen que esta un poco peliculiar ya que no va a la escuela.

## Reparto
- Tim Roth - Skellig
- Kelly Macdonald - Louise
- Bill Milner - Michael
- John Simm - Dave
- Skye Benneth - Mina
- Jermaine Allen - Leakey
- Eros Vlahos - Coot

- Datos: Q2043426